# Bogdanowka (Kaliningrad)
Bogdanowka (russisch Богдановка, deutsch Gnadenthal und Jürkendorf, vor 1993 auch: Haselau, litauisch Gnadentalis und Jurkai) ist eine Siedlung in der russischen Oblast Kaliningrad, die zum Stadtkreis Mamonowo gehört.

## Geographische Lage
Bogdanowka liegt sechs Kilometer nordöstlich der Stadt Mamonowo (Heiligenbeil) an der Regionalstraße 27A-020 (ex A194). Die Ortschaft reicht bis an den südöstlich gelegenen kleinen Fluss Jarft (heute russisch: Wituschka) heran. Im Ort zweigt eine Nebenstraße Richtung Nordwesten ab, die bis nach Snamenka  führt, der nächstgelegenen Bahnstation an der Bahnstrecke Kaliningrad–Mamonowo.

## Geschichte

### Bis 1945

#### Bogdanowka/Gnadenthal
Bei dem vor 1945 Gnadenthal genannten Ortsteil handelt es sich ursprünglich um ein Vorwerk der Gemeinde Schirten (russisch: Potjomkino, heute nicht mehr existent). Der kleine Ort gehörte somit zum Amtsbezirk Keimkallen (russisch: Krasnodonskoje, der Ort existiert heute nicht mehr) – er wurde 1929 in „Amtsbezirk Schirten“ umbenannt – im Landkreis Heiligenbeil im Regierungsbezirk Königsberg der preußischen Provinz Ostpreußen.
Mit dem gesamten nördlichen Ostpreußen kam Gnadenthal 1945 infolge des Zweiten Weltkrieges zur Sowjetunion.

#### Bogdanowka/Jürkendorf (m. Haselau)
Der Ortsteil mit dem ehemaligen Namen Jürkendorf bestand vor 1945 aus mehreren kleinen und größeren Höfen. Bereits 1320 fand das Dorf seine erste Erwähnung als Natangen, später Jorgendorff (um 1528), Gorckendorff (um 1539), Gorkendorff (vor 1600) und Jürckendorff (nach 1685). Im Jahre 1874 kam Jürkendorf zum neu errichteten Amtsbezirk Groß Rödersdorf (heute russisch: Nowosjolowo) im Landkreis Heiligenbeil und Regierungsbezirk Königsberg der preußischen Provinz Ostpreußen. Im Jahre 1910 waren hier 47 Einwohner registriert.
Am 30. September 1928 wurde das Nachbargutsdorf Haselau (russisch auch: Bogdanowka, heute nicht mehr existent) in die Landgemeinde Jürkendorf eingemeindet. Ein Jahr später wurde Jürkendorf aus dem Amtsbezirk Groß Rödersdorf in den Amtsbezirk Quilitten (heute russisch: Schukowka) umgegliedert. 1933 lebten hier 167, 1939 noch 140 Menschen.
Im Jahre 1945 kam auch Jürkendorf mit Haselau als Kriegsfolge zur Sowjetunion. Der Ort Jürkendorf bekam 1947 den russischen Namen Bogdanowka.

### Seit 1947
Das kleine Gutsdorf mit dem früheren Namen Haselau wurde anfangs nach 1945 noch besiedelt, dann aber aufgegeben. Die beiden anderen Orte mit den ehemaligen Namen Gnadenthal und Jürkendorf wurden als gemeinsamer Ort Bogdanowka in den Mamonowski gorodskoi sowjet (Stadtsowjet Mamonowo) eingegliedert. Anlässlich einer umfangreichen Struktur- und Verwaltungsreform im Jahre 2009 wurde Bogdanowka eine als „Siedlung“ (russisch: possjolok) eingestufte Ortschaft innerhalb des Stadtkreises Mamonowo.

## Kirche
Die Bevölkerung der unter dem russischen Namen Bogdanowka zusammengefassten Orte gehörte vor 1945 fast ohne Ausnahme zur evangelischen Konfession. Während Gnadenthal in das Kirchspiel Heiligenbeil eingegliedert war, war Jürkendorf mit Haselau ein Kirchspielort Bladiaus. Beide Pfarreien waren Teil des Kirchenkreises Heiligenbeil innerhalb der Kirchenprovinz Ostpreußen der Kirche der Altpreußischen Union.
Heute liegt Bogdanowka im Einzugsbereich der in den 1990er Jahren neu entstandenen evangelischen Gemeinde in Mamonowo. Sie ist eine Filialgemeinde der Auferstehungskirche in Kaliningrad und gehört zur Propstei Kaliningrad der Evangelisch-lutherischen Kirche Europäisches Russland.